# Кузеля, Зенон Францискович
Зенон Францискович Кузеля (*23 июня 1882 — †24 мая 1952) — украинский историк, языковед, этнограф, публицист и специалист по библиографии.

## Биография
Сын лесника. Отец, Франциск Кузеля — поляк из города Мысленице, мать, Иванна Лепкая — русинка. Двоюродный брат известного украинского общественного деятеля, активного участника украинского движения Богдана Лепкого.

### Ранние годы
Учился в Бережанской гимназии, где в 1898 году соучредил кружок «Молодая Украина». В 1900 г. поступил во Львовский университет, где изучал украинскую литературу, грамматику и историю, в следующем году перевёлся в Венский университет, изучал славянскую филологию, археологию, этнологию и статистику. Возглавлял академическое студенческое общество «Сечь», участвовал в этнографических экспедициях в Карпаты. В 1906 г. защитил диссертацию по филологии. До этого в 1903—1906 гг. работал в Вене библиотекарем славянского семинара университета, переводчиком со славянских языков и секретарём профессора Ягича. После защиты продолжил работу в качестве младшего научного сотрудника славянского отдела университетской библиотеки.
С 1909 г. — член НТШ, преподаватель украинского языка и литературы Черновицкого университета.
Редактировал приложение на украинском языке к газете «Czernovitzer Allgemeine Zeitung», в 1913—1914 гг. издавал газету «Украина» (Черновцы), редактировал также журнал «Шлях» (Львов). Возглавлял черновицкий филиал общества «Руська бесіда».

### Первая мировая война. Эмиграция
В ноябре 1914 г. вернулся в Вену, где работал в Институте Восточной Европы, преподавал украинский язык в университете и учительской семинарии, занимался общественной деятельностью. В 1915 г. вместе со Степаном Рудницким и другими деятелями украинского движения основал Институт изучения Востока.
В 1916—1920 гг. проводил по линии Союза освобождения Украины культурно-просветительскую работу в лагере военнопленных украинцев в Зальцведеле, редактировал лагерные газеты «Свободное слово», «Шлях».
Оставшись в Германии, поселился в Берлине, работал в украинских издательствах, в 1921—1923 гг. редактор «Украинского слова», преподавал украинский язык в Берлинском университете. С 1926 г. сотрудник Украинского научного института. По сообщениям польского посольства в Германии, Кузеля проявлял особую политическую активность в украинском национальном движении. В 1930—1936 гг. глава Союза зарубежных журналистов в Берлине.
В 1944—1952 гг. сотрудник Комиссии помощи украинскому студенчеству в Мюнхене. С 1947 г. главный редактор «Энциклопедии украиноведения», с 1949 г. — глава НТШ. Незадолго до смерти переехал во Францию.

## Сочинения
- Угорський король Матвій Корвін в славянській устній словесности: Розбір мотивів звязаних з його iменем: Відбитка з Записок Наукового Товариства iм. Шевченка, Тт. 67-70. Львів, 1906.
- Дитина в звичаях i віруваннях українського народа // Материяли до українсько-руської етнольогії, Львів, 1907 — Т. 9.
- Бойківське весіле в Лавочнім [Стрийського повіта] // Материяли до українсько-руської етнольогії, Львів, 1908 — Т. 10, Ч. 2. С. 121—150.
- Наші сільські оповідачі. Львів, 1908.
- Die Ausländer über die Ukrainer // Ukrainische Rundschau, 1909 — № 4.
- Борис Грінченко як етнограф. Львів, 1910.
- 12000 слів чужого походження в українській мові / Зібр. Кузеля З., Чайковський М.; Ред. Кузеля З. Чернівці, 1910.
- Ярмарки на дівчат. Львів, 1913.
- Галицькi «емигранти» в Росії // Вістник Союзу Визволення України, 1915 — Ч. 37-38, с. 6-8; 39-40, с. 10-11; Ч. 41-42, с. 8-9; Ч. 45-46, с. 9-11; Ч. 47-48, с. 10-12.
- Наше минуле (коротка iсторія України) // На переломi. Памяткова книжка и Календарь Союза Визволення України на 1916 рік. Відень, 1916.
- З культурного життя України. Зальцведель: Видав. т-во iм. П. Куліша, 1918.
- Памяти Хведора Вовка. Зальцведель, 1918.
- Рік 1918 на Україні. Зальцведель, 1918.
- В 60-ті роковини смерті Тараса Шевченка. Берлин, 1921.
- Богдан Лепкий: Біографічний нарис. Берлин, 1924.
- Die Selbstständigkeitbestrebungen in der Sowjet-Ukraine // Die Ukraine unter Fremdherrschaft. Berlin, 1928. S. 9-20 (англоязычная версия — The efforts for the independence in the Sowjet-Ukraina // The Ukrainian question, a peace problem. Geneva, 1928. P. 7-14).
- Die Ukrainer in Rumänien // ebd. S. 42-48 (англоязычная версия — The Ukrainians in Roumania // Ibid. P. 31-36).
- Der Einfluß der Kirche auf das ukrainische Volksleben // Die Kirche und das östliche Christentum. Berlin, 1930. S. 77-93.
- Bibliographie der wichtigsten Literatur über die Union der östlichen Kirche mit Rom (mit besonderer Berücksichtigung der Ukraine) // ebd. S. 119—133.
- Ukrainische Kultur // Ukraine von gestern und heute. Berlin, [1933]. S. 47-60.
- (mit A. Palme u. B.D. Krupnickij) Professor Michail Hruschewskyj: sein Leben und sein Wirken (1866—1934). Berlin: Verlag der Gesellschaft der Freunde des Ukrainischen Wissenschaftlichen Instituts, 1935.
- Der Deutsche Schweitpold Fiol als Begründer der ukrainischen Buchdruckerkunst // Gutenberg-Jahrbuch, Bd. 11 (1936). S. 73-81.
- Schewtschenko und sein national-politisches Vermächtnis // Taras Schewtschenko. Der ukrainische Nationaldichter. Berlin, 1937. S. 31-42.
- Die nationalen Minderheiten in der Ukraine // Handbuch der Ukraine. Leipzig, 1941.
- Die Auswanderung, ihre Ursachen und Wirkungen // там же.
- (mit I. Žukorskyj) Kleines deutsch-ukrainisches technisches Wörterbuch. Königsberg: Ost-Europa-Verlag, 1942.
- (mit R. Dyminskyj) Die Ukraine. Stuttgart: Alemannen-Verlag, 1942.
- (с Я. Рудницким и К. Г. Майером) Українсько-німецький словник. Лейпциг, 1943.
- Історичний розвиток і сучасний стан українського словникарства. Мюнхен, 1947.
- Малий адресат українського організованого життя на чужині. Мюнхен, 1949.